# 유쾌 (서향후)
유쾌(劉快, ? ~ 9년)는 전한 말기의 제후로, 교동공왕의 아들이다.

## 행적
원연 원년(기원전 12년), 서향후(徐鄕侯)에 봉해졌다.
신 시건국 원년(9년), 왕망이 제위를 찬탈하고 신나라를 세웠다. 유쾌는 무리 수천 명을 모아 봉국에서 거병하고 즉묵(卽墨)을 포위하였다. 그러나 즉묵의 백성들은 힘을 모아 이를 물리쳤고, 유쾌는 달아나다가 장광(長廣)에서 죽었다.

## 출전
- 반고, 《한서》 권15하 왕자후표 下·권99중 왕망전 中